# رازقان
رازقان (بالفارسية: رازقان) هي مدينة تقع في إيران في Kharqan District. يقدر عدد سكانها بـ 426 نسمة .